# Hoplitis strepera
Hoplitis strepera is een vliesvleugelig insect uit de familie Megachilidae. De wetenschappelijke naam van de soort is voor het eerst geldig gepubliceerd in 1991 door Warncke.